# Barnerotica
Barnerotica är en variant av icke-pornografiskt material (jämför erotica) som involverar barn och som används för sexuella ändamål. Det är ett bredare begrepp än barnpornografi, eftersom det också täcker icke uppenbart sexuella bilder och material. Det inkluderar ofta bilder av delvis avklädda barn.
Samlandet av barnerotica kan vara ett utslag av tvångsmässigt beteende och/eller ett substitut för barnpornografiskt material. En del barnerotica-bilder distribueras via Internet och presenteras på liknande sätt som icke-erotiska modellbilder med barn.

## Historik och utveckling
Förekomsten av vad som kan klassas som barnerotica går tillbaka till Antikens Grekland. Den fortsätter genom Englands libertin-rörelse på 1600-talet och till uppfinningen av tryckpressen och kameran. Författaren Lewis Carroll var känd som producent av den här typen av foton. Bland bildkonstnärer som producerat barnerotica kan nämnas Balthus.
Gränsen för vad som kan klassas som barnerotica är ofta flytande och kan bero på kultur och tidsepok. Under 1900-talet har skönhetstävlingar med barn ibland setts som en form av barnerotica.
Lagligheten för barnerotica är olika i olika länder. I USA kriminaliserades i slutet av 2010-talet innehav av bilder på icke-avklädda barn som visades i suggestiva poser eller sexualiserades på annat sätt. Detta var efter en lång tids utveckling, där en mängd då lagliga webbplatser med barnerotica etablerats redan från slutet av 1990-talet. I många fall har detta varit kommersiella och lönsamma betalsajter, arrangerade med föräldrarnas fulla medgivande och baserade på barnarbete.
Konsumtionen av barnerotica kan ofta kopplas till olika sexuella parafilier. Beroende på ålder och könsutveckling på de inblandade barnen eller ungdomarna kan materialet locka pedofiler, hebefiler eller efebofiler.

## Namn
Själva begreppet barnerotica är kontroversiellt, på grund av de ofta konstnärliga eller litterära kopplingarna hos ordet erotica. Vissa beskriver därför både barnerotica och uppenbar barnpornografi, utifrån en rättslig terminologi, som dokumenterat sexuellt övergrepp (engelska: child sex abuse).